# Deutsche Arbeitsgemeinschaft Statistik
Die Deutsche Arbeitsgemeinschaft Statistik (DAGStat) ist ein Verbund von wissenschaftlichen Fachgesellschaften und Berufsverbänden, deren wesentliche Aufgabe in der Fortentwicklung statistischer Theorie und Methodik besteht. Ziel der Arbeitsgemeinschaft ist es, ein Forum für gemeinsame Aktivitäten und Öffentlichkeitsarbeit zu bieten und somit eine stärkere Wahrnehmung der Statistik in Wissenschaft und Öffentlichkeit zu erreichen.
Die Deutsche Arbeitsgemeinschaft Statistik (DAGStat) versteht Statistik als eine Schlüsselwissenschaft für die Gesellschaft und Wissenschaft. Wann immer Daten gesammelt oder Experimente geplant und durchgeführt werden, sind Statistiker von Bedeutung. Das breite Anwendungsspektrum und die Vielseitigkeit der statistischen Wissenschaften erfordert Kooperation und einen produktiven wissenschaftlichen Austausch.
Die DAGStat wurde im Jahr 2005 gegründet. Ihr formuliertes Ziel ist es, an statistischen Methoden arbeitende Wissenschaftler zusammenzubringen, ihnen ein offenes und produktives Forum zu gewähren und die Wahrnehmung der Statistik in der Öffentlichkeit zu erhöhen.

## Mitgliedsorganisationen
- Deutsche Statistische Gesellschaft (DStatG)
- Internationale Biometrische Gesellschaft – Deutsche Region (IBS-DR)
- Fachgruppe Stochastik der Deutschen Mathematiker-Vereinigung (DMV)
- Gesellschaft für Klassifikation (GfKl)
- Verband Deutscher Städtestatistiker (VDSt)
- Deutsche Gesellschaft für Medizinische Informatik, Biometrie und Epidemiologie (GMDS)
- Verein zur Förderung des schulischen Stochastikunterrichts
- Deutsche Gesellschaft für Epidemiologie (DGEpi)
- Ökonometrischer Ausschuss des Vereins für Socialpolitik (VfS)
- Fachgruppe Methoden und Evaluation der Deutschen Gesellschaft für Psychologie (DGPs)
- Sektion Methoden der Empirischen Sozialforschung der Deutschen Gesellschaft für Soziologie (DGS)
- European Network for Business and Industrial Statistics – Deutsche Sektion
- Statistisches Bundesamt
- Sektion Methoden der Deutschen Vereinigung für Politikwissenschaft (DVPW)
- German Data Science Society (GDS)
- Fachbereich Methodik des EbM-Netzwerks

## Veranstaltungen

### DAGStat-Tagung Statistik unter einem Dach
Die DAGStat richtet alle drei Jahre eine Tagung unter dem Motto „Statistik unter einem Dach“ aus. Dabei werden Tagungen mehrerer Mitgliedsorganisationen zusammengelegt, z. B. das Biometrische Kolloquium der Deutsche Region der Internationalen Biometrischen Gesellschaft und die Pfingsttagung der Deutschen Statistischen Gesellschaft.
- 27. bis 30. März 2007 in Bielefeld
- 23. bis 26. März 2010 in Dortmund
- 18. bis 23. März 2013 in Freiburg
- 15. bis 18. März 2016 in Göttingen
- 18. bis 22. März 2019 in München
- 28. März bis 1. April 2022 in Hamburg

### Symposien
Seit 2008 veranstaltet die DAGStat (fast) jährliche Symposien zu aktuellen Themen, die sich an die breite Öffentlichkeit und an die Politik richten.
- 24. April 2008 – Die Zukunft des Pflegebedarfs in Deutschland. Demographischer Wandel, medizinischer Fortschritt & ökonomische Vorsorge
- 30. April 2009 – Hartz IV – Die Folgen von Hartz IV
- 23. April 2010 – Die Fettleibigkeit der Deutschen. Empirisch-statistische Aspekte
- 08. April 2011 – Möglichkeiten und Grenzen des Zensus 2011. Gesellschaft mit beschränkter Information?
- 20. April 2012 – Migranten in Deutschland. Zahlen – Fakten – Zusammenhänge
- 19. April 2013 – Gesundheitsrisiken – Was bedroht unser Leben wirklich?
- 25. April 2014 – Wie sehr regieren uns Indikatoren. Staatsschulden, Wohlstand und Statistik
- 24. April 2015 – Big Data – Big Brother oder Big Chances?
- 04. April 2017 – Ist Bildung messbar?
- 14. März 2018 – Mietspiegel und Mietpreisbremse: Darf Statistik Politik machen?
- 20. Oktober 2020 – Zur Rolle der Statistik in der Künstlichen Intelligenz (Video)
- 25. März 2021 – Zahlen an die Macht? Wie Daten und Statistik Politik beeinflussen (Online-Podiumsdiskussion)
- 24. März 2023 - ∆(Statistik + Umweltpolitik): Beschleunigung umweltpolitischer Entscheidungen durch verlässliche Daten und effiziente statistische Methoden (Video)

## Stellungnahmen
- Stellungnahme der DAGStat zur Künstlichen Intelligenz (März 2020)
- Stellungnahme der DAGStat zu Daten und Statistik (März 2021)
- Stellungnahme der DAGStat zur Umweltstatistik (März 2023)

## Vorsitzende
- Göran Kauermann (Bielefeld, München; 2005–2013)
- Christine Müller (Dortmund; 2013–2019)
- Tim Friede (Göttingen; 2019–2022)
- Katja Ickstadt (Dortmund; seit 2022)